# はせがわみやび
はせがわ みやび（本名：長谷川 雅一 1963年6月30日 - ）は、日本の小説家。埼玉県さいたま市在住。
ファンタジー小説を主に多岐に渡って手がけている。ペンネームから勘違いされがちだが、男性である。
また浦和レッズのサポーターでもある。

## 作品リスト
作品的にも何種かになるので本掲載は公式HPを参考にして掲載をする。

### テーブルトークRPGルールブック
- 「ようこそ! フォーチュン・クエストTRPGの世界へ」
「新フォーチュン・クエスト L2 静かな湖畔のモンゲーナ」に収録
電撃文庫 ISBN 4-8402-1880-3、2001年08月10日初版発行、共著 深沢美潮・はせがわみやび、イラスト：迎夏生・美鈴秋
- 「フォーチュン・クエストRPG」
販売元：キャラアニ.com、発行：メディアワークス、発売日：2005年5月18日

### テーブルトークRPGリプレイ
- 「新フォーチュン・クエスト リプレイ1 霧の谷のキノコ」
電撃文庫 ISBN 4-07-305946-7 1997年12月25日再版発行 共著 深沢美潮・はせがわみやび、イラスト：迎夏生・美鈴秋
- 「新フォーチュン・クエスト リプレイ2 鐘の音の響くとき」
電撃文庫 ISBN 4-07-307514-4 1997年12月25日初版発行 共著 深沢美潮・はせがわみやび、イラスト：迎夏生・美鈴秋
- 「新フォーチュン・クエスト リプレイ3 人形たちの踊る夜」
電撃文庫 ISBN 4-07-308850-5 1998年05月25日初版発行 共著 深沢美潮・はせがわみやび、イラスト：迎夏生・美鈴秋
- 「新フォーチュン・クエスト リプレイ4 雪狼と氷の娘」
電撃文庫 ISBN 4-07-310806-9 1999年01月25日初版発行 共著 深沢美潮・はせがわみやび、イラスト：迎夏生・美鈴秋
- 「新フォーチュン・クエスト リプレイ5 青い海のたからもの」
電撃文庫 ISBN 4-8402-1244-9 1999年01月25日初版発行 共著 深沢美潮・はせがわみやび、イラスト：迎夏生・美鈴秋
- 「新フォーチュン・クエスト リプレイ はためいわくな夢」
電撃文庫 ISBN 4-8402-2158-8 2002年08月25日初版発行 共著 深沢美潮・はせがわみやび、イラスト：迎夏生・美鈴秋

### テーブルトークRPGシナリオ
- 「闇に消えるウェディング・ロード」/ソードワールドRPG「バラールの館」収録/富士見ドラゴンブック
月刊ドラゴンマガジン誌で行われたソード・ワールドRPGシナリオコンテスト自由部門受賞作。本名の長谷川雅一名義。デビュー作とも言える。
- 「ウェディング・ベルを鳴らせ!」/「フォーチュン・クエストRPG」収録/メディアワークスDセレクション

### 小説
- 「スペース・フォーチュン・クエスト キットンVS宇宙ガメ」
「新フォーチュン・クエストMOSO BOOK」に収録
2003年11月10日発行（通販限定） 発行：メディアワークス 深沢美潮他著
「新FQ MOSO BOOK」製作委員会 編
- 「ナイトウィザード The 2nd Edition アンソロジーノベル 大魔王は、世界滅亡の夢を見るか？」
2009年09月30日発売 発行：エンターブレイン（ファミ通文庫） ISBN 978-4-04-726023-8
著者：菊池たけし、藤原健市、佐藤 了、はせがわみやび
イラスト：石田ヒロユキ、ぽぽるちゃ、みかきみかこ、猫猫猫
- 「13番目の僕の魔女」
2013年12月03日発売 発行：ポニーキャニオン（ぽにきゃんBOOKS） ISBN 978-4-86529-008-0 :イラスト：うのまこと、編集：パッショーネ
- 「暁の夢使いたち」
2014年7月18日発売 発行：一迅社（一迅社文庫） ISBN 978-4758046008 イラスト：鷹乃ゆき

### 児童向け小説
- 「マイメロディ　マリーランドの不思議な旅」
2014年3月15日 発行：KADOKAWA/アスキー・メディアワークス（角川つばさ文庫） ISBN 978-4-04-631387-4 イラスト：ぴよな

### ゲームノベライズ

#### ファイナルファンタジーXIシリーズ
ファイナルファンタジーXIシリーズに関して小説によって主人公が違うので題名の横に代表的なそれぞれの主人公コンビを明細することにする。
- 「ファイナルファンタジーXI 〜祈りの風〜」（アル & イーリス）
2002年12月20日発売 発行：エンターブレイン（ファミ通文庫） ISBN 4-7577-1244-8 イラスト：金田榮路
- 「ファイナルファンタジーXI 〜星の誓い〜」（アル & イーリス）
2003年04月19日発売 発行：エンターブレイン（ファミ通文庫） ISBN 4-7577-1424-6 イラスト：金田榮路
- 「ファイナルファンタジーXI 〜永遠の絆〜」（アル & イーリス）
2003年06月20日発売 発行：エンターブレイン（ファミ通文庫） ISBN 4-7577-1480-7 イラスト：金田榮路
- 「ファイナルファンタジーXI 〜護りの剣1〜」（ダグラス & リン）
2003年09月20日発売 発行：エンターブレイン（ファミ通文庫） ISBN 4-7577-1575-7 イラスト：金田榮路
- 「ファイナルファンタジーXI 〜護りの剣2〜」（ダグラス & リン）
2003年11月20日発売 発行：エンターブレイン（ファミ通文庫） ISBN 4-7577-1635-4 イラスト：金田榮路
- 「ファイナルファンタジーXI 〜護りの剣3〜」（ダグラス & リン）
2003年12月20日発売 発行：エンターブレイン（ファミ通文庫） ISBN 4-7577-1675-3 イラスト：金田榮路
- 「ファイナルファンタジーXI 〜遥かなる翼〜」（アル & イーリス）
2004年03月19日発売 発行：エンターブレイン（ファミ通文庫） ISBN 4-7577-1792-X イラスト：金田榮路
- 「ファイナルファンタジーXI 〜騎士の誇り1〜」（ダグラス & リン）
2004年07月20日発売 発行：エンターブレイン（ファミ通文庫） ISBN 4-7577-1935-3 イラスト：金田榮路
- 「ファイナルファンタジーXI 〜騎士の誇り2〜」（ダグラス & リン）
2004年09月18日発売 発行：エンターブレイン（ファミ通文庫） ISBN 4-7577-2002-5 イラスト：金田榮路
- 「ファイナルファンタジーXI 〜騎士の誇り3〜」（ダグラス & リン）
2004年11月20日発売 発行：エンターブレイン（ファミ通文庫） ISBN 4-7577-2059-9 イラスト：金田榮路
- 「ファイナルファンタジーXI 〜冒険者の休日〜」（アル & イーリス）
2005年03月22日発売 発行：エンターブレイン（ファミ通文庫） ISBN 4-7577-2207-9 イラスト：金田榮路
- 「ファイナルファンタジーXI 〜遠い願い 上〜」（アル & イーリス）
2005年06月20日発売 発行：エンターブレイン（ファミ通文庫） ISBN 4-7577-2322-9 イラスト：金田榮路
- 「ファイナルファンタジーXI 〜遠い願い 下〜」（アル & イーリス）
2005年08月29日発売 発行：エンターブレイン（ファミ通文庫） ISBN 4-7577-2392-X イラスト：金田榮路
- 「ファイナルファンタジーXI 〜新たな夢 上〜」（アル & イーリス）
2005年10月29日発売 発行：エンターブレイン（ファミ通文庫） ISBN 4-7577-2491-8 イラスト：金田榮路
- 「ファイナルファンタジーXI 〜新たな夢 下〜」（アル & イーリス）
2005年12月24日発売 発行：エンターブレイン（ファミ通文庫） ISBN 4-7577-2558-2 イラスト：金田榮路
- 「ファイナルファンタジーXI〜旅の恵み〜」（ダグラス & リン）
2006年03月31日発売 発行：エンターブレイン（ファミ通文庫） ISBN 4-7577-2667-8 イラスト：金田榮路
- 「ファイナルファンタジーXI 〜アトルガンの娘たち1〜」 (パーシャ & ネリィ)
2006年07月29日発売 発行：エンターブレイン（ファミ通文庫） ISBN 4-7577-2872-7 イラスト：金田榮路
- 「ファイナルファンタジーXI 〜アトルガンの娘たち2〜」 (パーシャ & ネリィ)
2006年09月30日発売 発行：エンターブレイン（ファミ通文庫） ISBN 4-7577-2939-1 イラスト：金田榮路
- 「ファイナルファンタジーXI 〜アトルガンの娘たち3〜」 (パーシャ & ネリィ)
2006年11月30日発売 発行：エンターブレイン（ファミ通文庫） ISBN 4-7577-3036-5 イラスト：金田榮路
- 「ファイナルファンタジーXI 〜賢者の遺言 上〜」（アル & イーリス）
2007年02月28日発売 発行：エンターブレイン（ファミ通文庫） ISBN 978-4-7577-3347-3 イラスト：金田榮路
- 「ファイナルファンタジーXI 〜賢者の遺言 下〜」（アル & イーリス）
2007年03月30日発売 発行：エンターブレイン（ファミ通文庫） ISBN 978-4-7577-3426-5 イラスト：金田榮路
- 「ファイナルファンタジーXI 〜幸運の条件〜」（アル & イーリス）
2007年07月30日発売 発行：エンターブレイン（ファミ通文庫） ISBN 978-4-7577-3634-4 イラスト：金田榮路
- 「ファイナルファンタジーXI 〜ロンフォールの姫騎士〜」（アル & イーリス）
2007年10月29日発売 発行：エンターブレイン（ファミ通文庫） ISBN 978-4-7577-3833-1 イラスト：金田榮路
- 「ファイナルファンタジーXI 〜星のいざない〜」（アル & イーリス）
2007年12月25日発売 発行：エンターブレイン（ファミ通文庫） ISBN 978-4-7577-3921-5 イラスト：金田榮路
- 「ファイナルファンタジーXI 〜ハッピーギフト〜」（ラリィ & ビィ）
2008年03月29日発売 発行：エンターブレイン（ファミ通文庫） ISBN 978-4-7577-4081-5 イラスト：皆川史生
- 「ファイナルファンタジーXI 〜彼方からの伝言1〜」（ダグラス & リン）
2008年07月30日発売 発行：エンターブレイン（ファミ通文庫） ISBN 978-4-7577-4336-6 イラスト：金田榮路
- 「ファイナルファンタジーXI 〜彼方からの伝言2〜」（ダグラス & リン）
2008年09月29日発売 発行：エンターブレイン（ファミ通文庫） ISBN 978-4-7577-4447-9 イラスト：金田榮路
- 「ファイナルファンタジーXI 〜彼方からの伝言3〜」（ダグラス & リン）
2008年11月29日発売 発行：エンターブレイン（ファミ通文庫） ISBN 978-4-7577-4522-3 イラスト：金田榮路
- 「ファイナルファンタジーXI アンソロジー短編集　みんなで大冒険!!」（3編の1つ、アル & イーリス）
2009年01月30日発売 発行：エンターブレイン（ファミ通文庫） ISBN 978-4-7577-4586-5
著者：はせがわみやび、田口仙年堂、高殿円　　イラスト：金田榮路、皆川史生、UZU
- 「ファイナルファンタジーXI 〜ザルカバードの鼓動1〜」（ロン & シャリィ）
2009年04月30日発売 発行：エンターブレイン（ファミ通文庫） ISBN 978-4-7577-4833-0 イラスト：皆川史生
- 「ファイナルファンタジーXI 〜ザルカバードの鼓動2〜」（ロン & シャリィ）
2009年07月30日発売 発行：エンターブレイン（ファミ通文庫） ISBN 978-4-7577-4988-7 イラスト：皆川史生
- 「ファイナルファンタジーXI 〜ザルカバードの鼓動3〜」（ロン & シャリィ）
2009年10月30日発売 発行：エンターブレイン（ファミ通文庫） ISBN 978-4-04-726097-9 イラスト：皆川史生

#### その他ファイナルファンタジーシリーズ
- 「ファイナルファンタジーXIV 新生エオルゼア冒険記 〜英雄の卵たち〜」
2014年9月19日発売 発行：KADOKAWA/エンターブレイン（ファミ通BOOKS） ISBN 978-4-04-729951-1

#### ティアリングサーガ ユトナ英雄戦記シリーズ
- 「ティアリングサーガ ユトナ英雄戦記 1」
2001年10月20日発売 発行：エンターブレイン（ファミ通文庫） ISBN 4-7577-0575-1 イラスト：広田麻由美
- 「ティアリングサーガ ユトナ英雄戦記 2」
2001年12月20日発売 発行：エンターブレイン（ファミ通文庫） ISBN 4-7577-0684-7 イラスト：広田麻由美
- 「ティアリングサーガ ユトナ英雄戦記 3」
2002年02月20日発売 発行：エンターブレイン（ファミ通文庫） ISBN 4-7577-0757-6 イラスト：広田麻由美

#### グランブルーファンタジーシリーズ
- 「グランブルーファンタジー」
2014年12月26日発売 発行：KADOKAWA/エンターブレイン（ファミ通文庫） ISBN 978-4047301658 原作・イラスト：Cygames
- 「グランブルーファンタジー II」
2015年5月30日発売 発行：KADOKAWA/エンターブレイン（ファミ通文庫） ISBN 978-4047305090 原作・イラスト：Cygames
- 「グランブルーファンタジー III」
2015年10月30日発売 発行：KADOKAWA/エンターブレイン（ファミ通文庫） ISBN 978-4047306929 原作・イラスト：Cygames
- 「グランブルーファンタジー IV 」
2016年2月29日発売 発行：KADOKAWA/エンターブレイン（ファミ通文庫） ISBN 978-4047309807 原作・イラスト：Cygames
- 「グランブルーファンタジー V 」
2016年7月30日発売 発行：KADOKAWA/エンターブレイン（ファミ通文庫） ISBN 978-4047342224 原作・イラスト：Cygames
- 「グランブルーファンタジーVI 」
2016年11月30日発売 発行：KADOKAWA/エンターブレイン（ファミ通文庫） ISBN 978-4047343504 原作・イラスト：Cygames
- 「グランブルーファンタジーVII 」
2017年3月30日発売 発行：KADOKAWA/エンターブレイン（ファミ通文庫） ISBN 978-4047345416 原作・イラスト：Cygames
- 「グランブルーファンタジーVIII 」
2017年6月30日発売 発行：KADOKAWA/エンターブレイン（ファミ通文庫） ISBN 978-4047346772 原作・イラスト：Cygames
- 「グランブルーファンタジー IX 」
2017年10月30日発売 発行：KADOKAWA/エンターブレイン（ファミ通文庫） ISBN 978-4047348523 原作・イラスト：Cygames
- 「グランブルーファンタジー X 」
2019年1月30日発売 発行：KADOKAWA/エンターブレイン（ファミ通文庫） ISBN 978-4047352735 原作・イラスト：Cygames

#### 英雄伝説シリーズ
- 「英雄伝説 空の軌跡1 消えた飛行客船」
2014年6月12日発売 発行:メディア・パル（ファルコムBOOKS） ISBN 978-4896108156 イラスト：ワダアルコ
- 「英雄伝説 空の軌跡2 黒のオーブメント」
2014年12月12日発売 発行:メディア・パル（ファルコムBOOKS） ISBN 978-4896108415 イラスト：ワダアルコ
- 「英雄伝説 空の軌跡3 王都繚乱」
2017年8月8日発売 発行:メディア・パル（ファルコムBOOKS） ISBN 978-4802130677 イラスト：ワダアルコ

#### その他
- 「小説 デュエル・マスターズ 〜黒月の神帝〜」
2009年09月04日発売 発行：小学館（てんとう虫コミックススペシャル） ISBN 978-4-0914-0864-8 原作：松本しげのぶ
- 「誰ガ為のアルケミスト 砂の彼方の刹那」
2019年6月29日、KADOKAWAファミ通文庫より発売。ISBN 9784047356474

## 公式サイトについて
公式サイトでは、同氏の動向などが書かれている。その中で、本などの発売決定が出たら速報という形で登場などをしている。